# Paul Mercurio
Paul Joseph Mercurio AM (* 31. März 1963 in Swan Hill, Victoria, Australien) ist ein australischer Filmschauspieler und Balletttänzer.

## Leben
Mercurio, der Sohn des bekannten Schauspielers Gus Mercurio, wurde zwar in Swan Hill geboren, verbrachte den Großteil seiner Jugend jedoch in Perth.
Inspiriert durch Elvis Presley beschloss Mercurio im Alter von neun Jahren, Tänzer zu werden. Darum brachte ihn seine Mutter Jean in einer Ballettschule unter, über die er sich schließlich ein Stipendium erwarb, mit dem er das John Curtin College of the Arts besuchen konnte. Um seinem Traumberuf, Tänzer, noch näher zu kommen, siedelte Mercurio nach Melbourne und absolvierte dort die Australische Ballettakademie.
In Melbourne war Mercurio ein Außenseiter und zum ersten Mal auf sich gestellt. Seine Einsamkeit verstärkte sich, als er die Gelegenheit wahrnahm, mit der Sydney Dance Company (SDC) aufzutreten. In Sydney angekommen, hatte Mercurio kaum Geld, nicht einmal so viel, um in den Ferien seine Familie besuchen zu können.
In einem Café in Darlinghurst lernte er einen Kreis von Prostituierten und Junkies kennen, die ihn nur wenige Jahre später inspirieren sollten.
In der Zwischenzeit konnte Mercurio sich an der SDC beweisen und erstellte bereits eigenständige Choreographien. Während dieser Zeit lernte er seine künftige Ehefrau, Andrea Toy kennen, die er 1987 heiratete.
1992 bekam Mercurio von Regisseur Baz Luhrmann die Hauptrolle in seinem Tanzfilm Strictly Ballroom – Die gegen alle Regeln tanzen offeriert. Der Part des Scott Hastings ist einer, mit dem er auch heute noch am bekanntesten ist.
Nun begann Mercurio sich finanziell zu etablieren. Nachdem er eine australische Adaption des Webber-Musicals Jesus Christ Superstar choreographiert hatte, gründete er eine eigenständige Gesellschaft: das Australian Choreographic Ensemble (ACE). Die Idee war nicht nur, junge australische Choreographen zu fördern, sondern auch durch das Tanzen Prostituierte und Drogenjunkies zu ermutigen, ein neues Leben zu beginnen.
Allerdings hatte Mercurio nicht immer Glück, was die Auswahl seiner Filmrollen betraf. Undercover Cops eine Erotikkomödie aus dem Jahr 1994 und Back of Beyond ein Thriller, 1995 produziert, floppten.
Sein einziger Erfolg war Die Bibel – Josef, in dem er die Haupt- und Titelrolle übernahm, und der 1995 mit dem Emmy ausgezeichnet wurde. 1998 wurde die ACE, nach nur sechs Jahren Bestand, aufgelöst.
Paul Mercurio ist nie das Image von Strictly Ballroom – ein charmanter Tänzer – losgeworden. 1999 versuchte er sich kurzzeitig erneut auf der Bühne, dieses Mal jedoch als Schauspieler.
Optimistisch genug zog er mit seiner Familie nach Los Angeles, doch auch in Hollywood bekam er keine Filmangebote.
In Dancing with the Stars, eine mit dem österreichischen Dancing Stars vergleichbare Castingshow konnte Mercurio als Juror verpflichtet werden.
In I, Robot mit Will Smith in der Hauptrolle arbeitete er als Movement Coach (Bewegungscoach) im Bereich der Visual Effects.

## Auszeichnung
Paul Mercurio erhielt 1992 für seine Darstellung in Strictly Ballroom einen AFI Award.